# 1076
Évszázadok: 10. század – 11. század – 12. század
Évtizedek: 1020-as évek – 1030-as évek – 1040-es évek – 1050-es évek – 1060-as évek – 1070-es évek – 1080-as évek – 1090-es évek – 1100-as évek – 1110-es évek – 1120-as évek
Évek: 1071 – 1072 – 1073 – 1074 –  1075 – 1076 – 1077 – 1078 – 1079 – 1080 – 1081

## Események
- január 24. – A wormsi birodalmi gyűlés megfosztja hivatalától VII. Gergely pápát.[1]
- február 14.[forrás?] – VII. Gergely pápa kiközösíti IV. Henrik német királyt az egyházból, és érvénytelenít minden esküt, ami valaha Henriknek tettek.[1]
- március 21. – I. Hugó burgundi herceg (I. Róbert unokája) trónra lépése (1079-ben lemond a hercegségről).
- június 4. – V. Sancho navarrai király (III. Sancho unokája) trónra lépése (1094-ig uralkodik).
- A triburi hercegi gyűlésen a főpapok és fejedelmek úgy döntenek, hogy leváltják IV. Henrik német-római császárt, amennyiebn egy éven belül nem szerzi meg a pápai feloldozást.[1]
- Canterburyi Anzelm befejezi Monogolion című művét.
- Az Almorávidák elfoglalják a Ghánai Birodalom fővárosát.
- A bencések letelepedése Pécsett.

## Halálozások
- március 21. – I. Róbert burgundi herceg.
- június 4. – IV. Sancho navarrai király.